# Рощин, Михаил Павлович
Михаил Павлович Рощин — первый ректор Ленинградского кораблестроительного института (1930).

## Создание института
Грандиозная программа развития советского судостроения требовала всё большего числа специалистов-корабелов, и выпуски Кораблестроительного факультета Ленинградского Политихнического института уже не могли в полной мере удовлетворить нужды бурно развивавшейся отрасли, поэтому было решено на базе факультета сформировать новое учебное заведение. В 1930 году состоялся последний выпуск инженеров Кораблестроительного факультета Ленинградского политехнического института. В ходе этого массового выпуска дипломы получили 174 человека. Ленинградский Кораблестроительный институт (ЛКИ), созданный как самостоятельное высшее учебное заведение, стал прямым наследником Кораблестроительного факультета Политехнического института.
Организационно создание ЛКИ было оформлено 26 апреля 1930 года приказом № 1287 Высшего совета народного хозяйства СССР, подписанным главой этого государственного органа В. В. Куйбышевым.
Михаил Павлович Рощин был назначен первым ректором (директором) Ленинградского кораблестроительного института.
Организация любого нового института сама по себе — весьма трудное дело, а в случае с ЛКИ сложность усугублялась ещё и тем обстоятельством, что Союзверфь (Всесоюзная контора по проектированию судоверфей и судоремонтных предприятий), в ведении которой находился создаваемый институт, не имела в то время опыта руководства вузами и не располагала необходимыми учебными и лабораторными площадями. Большой проблемой было отсутствие собственного здания, в стенах которого можно было бы организовать учебный процесс. Руководство Союзверфи предоставило ЛКИ корпус на Лоцманской ул., 3, однако освободить здание к новому учебному году от размещавшихся в нём организаций судостроительной промышленности не удалось.

Заслушав доклад тов. Рощина о ходе организации кораблестроительного института и положении ф-та, бюро коллектива ВКП(б) считает работу по реорганизации факультета во ВТУЗ неудовлетворительной. Несмотря на то, что до начала нового учебного года осталось два месяца, новый кораблестроительный факультет не обеспечен помещениями для занятий и общежитий. Не ведется никакой работы по подготовке к занятиям… Ничего не сделано по подбору профессорско-преподавательского состава. Отсутствует практические мероприятия по приему нового состава студенчества.
— Резолюция по докладу т. Рощина (О ходе организации Кораблестроительного института и положении факультета)
Назначенный директором ЛКИ М. П. Рощин не сумел справиться со всем спектром многоплановых организационных проблем, и вскоре был освобождён от своих обязанностей.